# Liste des aventures de Donjons et Dragons
Cette liste des aventures de Donjons et Dragons recense les aventures officielles du jeu de rôle sur table Donjons et Dragons publiées par la société TSR, puis par Wizards of the Coast.
Cette liste n'inclut pas les aventures publiées comme suppléments : les aventures officiellement licenciées Dungeons & Dragons, les aventures licenciées d20 System et autre aventures OGL System qui peuvent être compatible avec Dungeons & Dragons.
Les aventures publiées avant la 3e édition de D&D étaient appelées modules dans le jargon du jeu.

## Sources
1. ↑  Lawrence Schick, Heroic Worlds : A History and Guide to Role-playing Games, Prometheus Books, 1991, 448 p. (ISBN 0-87975-653-5), p. 85
2. ↑  (en) « Adv Guild », sur acaeum.com (consulté le 23 octobre 2021).